# コンスタンツィア・オポルスカ
コンスタンツィア・オポルスカ（Konstancja Opolska, 1256年/1265年 - 1351年以前）は、ヴロツワフ公ヘンリク4世の妃。オポーレ＝ラチブシュ公ヴワディスワフの第4子で長女、母はヴィエルコポルスカ公ヴワディスワフ・オドニツの娘エウフェミア。兄弟にチェシン公ミェシュコ1世、ビトム公カジミェシュ、オポーレ公ボルコ1世、ラチブシュ公プシェミスワフがいる。

## 生涯
コンスタンツィアの生涯については、いくつかの事柄について史料に矛盾が存在している。名前についてさえ史料によって異なり、一部の史料では不明となっている。また他の史料ではコンスタンツィア（本項ではこれを採用）という名であり、ポーランド人の歴史家エヴァ・マレチンスカによれば、おそらくマウゴジャタという名前だった。後世の年代記作者は、コンスタンツィアを彼女自身の弟プシェミスワフの娘だと誤解していた。
1280年、オポーレ公ヴワディスワフはヴロツワフ公ヘンリク4世と同盟を結んだ。同盟条約はヘンリク4世とヴワディスワフの娘コンスタンツィアの結婚と同時に結ばれた。ヴワディスワフは新しい婿のポーランド王冠獲得のための運動を支援すると約束した。これが実現すれば、コンスタンツィアはポーランド王妃となるはずだった。しかし、2年後の1282年にヴワディスワフが死ぬと、ヘンリク4世とコンスタンツィアとの結婚生活は危機に見舞われた。ヘンリク4世にとって、子供のいない彼女との縁組の継続は何ら利益を生まなかった。その後の結婚生活は4年続いたものの、1286年、ヘンリク4世はコンスタンツィアとの婚姻を無効とし、彼女を実家に送り返した。エヴァ・マレチンスカは、ヘンリク4世が離婚を望んだ直接的な理由は、ブランデンブルク辺境伯オットー5世の娘マティルダとの不倫関係であったと見ている。ヘンリク4世とマティルダはその翌年に結婚した。
離婚後、コンスタンツィアはラチブシュに住む弟プシェミスワフの許に身を寄せ、弟が1306年に死んだ後も同市で暮らした。その後、彼女は弟の未亡人アンナ・チェルスカが寡婦領として統治していたヴォジスワフ・シロンスキに移り住んだ。1337年までに、コンスタンツィアはヴォジスワフ・シロンスキを自身の封土として与えられ、「ヴォジスワフ女公」と称するようになった。1339年の伝染病の流行はヴォジスワフの住民たちに大きな被害を与え、これが原因となって飢饉まで発生し、コンスタンツィアは領民救済のための組織を作った。教皇ヨハネス22世が送った1321年9月22日の手紙により、コンスタンツィアは自身の法廷と聴罪司祭をもつことを許可された。
ラチブシュの年代記はコンスタンツィアを「最も輝かしきヴォジスワフ女公（najjaśniejszą księżną Wodzisławską）」と呼んでいる。彼女の名はヴォジスワフの市民たちの記憶に強く刻まれ、多くの民間伝説を生みだした。